# Karl Jaspers
 Der er for få eller ingen kildehenvisninger i denne artikel, hvilket er et problem. Du kan hjælpe ved at angive troværdige kilder til de påstande, som fremføres i artiklen.

Karl Jaspers (født 23. februar 1883, død 26. februar 1969) var en tysk filosof og psykiater, der sammen med Martin Heidegger blev betragtet som én af den tyske eksistensfilosofis mest fremtrædende repræsentanter. Jaspers betragtede oplevelsen af eksistensen som filosofiens egentlige udgangspunkt, som især kom til udtryk i forbindelse med kriser i menneskets liv. Jaspers var professor i Heidelberg fra 1921 til 1937, hvor han blev afskediget for sine synspunkter mod det nazistiske styre. Han genvandt dog embedet i 1945. Til hans hovedværker hører Psychologie der Weltanschauungen (1919), Philosophie 1-3 (1932) og Existenzphilosophie (1938).